# Crucea (Constanța)
Crucea is een Roemeense gemeente in het district Constanța.
Crucea telt 3258 inwoners.
Deze gemeente omvat zes dorpen:
- Crucea (historisch: Satişchioi, Turks: Satışköy)
- Băltăgeşti
- Crişan (historisch: Capugi, Turks: Kapıcı)
- Gălbiori (historisch: Sarâgea, Turks: Sarıca)
- Şiriu (historisch: Sublocotenent Măndoiu)
- Stupina (historisch name: Ercheşec, Turks: Erkeşek)